# Březen 2005
1. března – úterý
- Nejvyšší soud USA rozhodl, že popravy osob, které v době spáchání trestného činu byly mladší než 18 let, jsou protiústavní. Soud toto usnesení, které může zachránit život asi 70 již k trestu smrti odsouzeným lidem, schválil nejtěsnějším poměrem hlasů 5:4.
- Z amerického státu Kansas odstartoval k pokusu o oblet Země bez mezipřistání miliardář Steve Fossett v ultralehkém letounu GlobalFlyer Virgin Atlantic.

2. března – středa
- V Bagdádu byl zavražděn Parvíz Muhammad Mahmúd, soudce zvláštního tribunálu, který má soudit představitele bývalého režimu Saddáma Husajna včetně samotného Saddáma. Při útoku byl zabit také jeho syn, který rovněž pracuje pro tribunál. Jména soudců jsou tajena a jde o první známý případ zabití člena tohoto soudu.
- Při dvou útocích sebevražedných útočníků bylo v Iráku zabito nejméně 10 příslušníků vládních ozbrojených složek. Zraněny byly přes 35 osob, z toho 11 civilistů.

3. března – čtvrtek
- Předseda české vlády Stanislav Gross prohlásil, že si je vědom chyb, které udělal v kauze kolem financování svého bytu a podnikání své manželky. „Pokud jsem některými svými výroky někoho urazil, tak věřte, že jsem nechtěl a že se samozřejmě takovýmto lidem i omlouvám,“ řekl Gross.
- KDU-ČSL oznámila, že až do sjezdu ČSSD nebude naléhat na demisi předsedy vlády Stanislava Grosse. Strany české vládní koalice se dohodly na dalším pokračování současné vlády ve stávajícím složení.
- V Ázerbájdžánu byl před svým domem zavražděn šéfredaktor opozičního časopisu Monitor Elmar Husejnov. Jeho časopis v minulosti ostře kritizoval ázerbájdžánské úřady a prezidenta Ilhama Alijeva. Předpokládá se, že Husejnova zabil nájemný vrah.
- Bývalý ukrajinský ministr vnitra Jurij Kravčenko spáchal sebevraždu. Učinil tak den před plánovaným výslechem na policii v souvislosti s vraždou opozičního novináře Georgije Gongadzeho, ke které došlo v září roku 2000. Kravčenko měl zanechat dopis, ve kterém uvádí, že je nevinný a zodpovědným za svou smrt činí bývalého prezidenta Leonida Kučmu. Podle zpráv některých ukrajinských médií však je pochybné, zda Kravčenko opravdu spáchal sebevraždu. Kučma v reakci na Kravčenkovu smrt přerušil dovolenou v Karlových Varech a vrátil se na Ukrajinu.
- Americký miliardář Steve Fossett úspěšně zakončil sólový oblet Země bez mezipřistání nebo doplnění paliva. Jeho letadlo GlobalFlyer Virgin Atlantic přistálo na letišti Salina v americkém státě Kansas ve 20:48 SEČ po 67 hodinách a jedné minutě letu. Z tohoto letiště Fossett 1. března vzlétl.
- Podle agentury Associated Press přesáhl počet amerických vojáků, kteří v Iráku zahynuli od zahájení útoku na tuto zemi v březnu 2003, počet 1500. Předseda prozatímní vlády Ajád Aláví prodloužil o dalších 30 dní výjimečný stav, který platí v celém Iráku mimo kurdské oblasti. Při útocích povstalců zahynulo nejméně 5 iráckých vládních policistů.

4. března – pátek
- V Iráku byla propuštěna unesená italská novinářka Giuliana Sgrenová. Při následném převozu na bagdádské letiště byla Sgrenová postřelena americkými vojáky. Ti na auto, v němž agenti italské rozvědky novinářku vezli, z neznámých důvodů zahájili palbu a zabili velitele italské tajné služby v Iráku, který Sgrenovou chránil vlastním tělem. Mluvčí Bílého domu vyjádřil nad incidentem politování, italský premiér Silvio Berlusconi si předvolal amerického velvyslance k podání vysvětlení. Obě strany udávají vzájemně si odporující verze událostí: zatímco podle americké armády vozidlo odmítlo zastavit na kontrolním stanovišti okupačních sil, podle italské novinářky začala palba bez varování a žádné výzvy k zastavení nebyly vidět. Nejasné zůstává i to, zda Itálie za Sgrenovou zaplatila únoscům výkupné.
- Rocco Buttiglione, italský ministr pro evropské záležitosti a neúspěšný kandidát na evropského komisaře, hodlá dosvědčit Táriku Azízovi, že oproti Saddámu Husajnovi zastával umírněné postoje. Tárik Azíz je bývalý irácký místopředseda vlády a ministr zahraničí Tárika Azíze. Po dobytí Iráku byl zajat Američany a má být souzen za válečné zločiny a zločinů proti lidskosti. Buttiglione je stejně jako Azíz katolík a podle některých komentátorů je nepravděpodobné, že by tento krok učinil bez souhlasu Vatikánu.
- České noviny referovaly o zvláštním způsobu, kterým žena předsedy KDU-ČSL Miroslava Kalouska získala luxusní byt v pražském Veleslavíně. Podle zveřejněných informací byt zakoupil švagr Kalouska, obchodník se zbraněmi Lubomír Kašák, záhy ho však převedl na Kalouskovu ženu a svoji sestru Radku Kalouskovou.
- Sedm slovenských nekatolických církví kritizovalo současný způsob zveřejňování dokumentů komunistické Státní bezpečnosti (StB) Ústavem paměti národa. Církve žádají, aby ke svazkům StB měly přístup jen osoby v nich zmiňované. StB evidovala jako své spolupracovníky i řadu kněží. Mnoho údajných spolupracovníků StB však vědomou spolupráci s politickou policií popírá.

5. března – sobota
- Syrský prezident Bašár al-Asad oznámil v projevu před parlamentem plán na postupné stažení syrských jednotek z Libanonu. Asi 14 tisíc syrských vojáků má být nejprve staženo do údolí Bikáa na východě Libanonu a později do Sýrie. Prezident Asad však neoznámil časový plán odsunu, který požaduje libanonská opozice, Spojené státy, Izrael, Saúdská Arábie a řada dalších států. K odchodu zahraničních vojsk z Libanonu vyzývá i rezoluce Rady bezpečnosti OSN schválená v září 2004.
- Ústřední výkonný výbor ČSSD vyslovil poměrem hlasů 102 ku 27 důvěru předsedovi vlády Stanislavu Grossovi. Gross o toto vyslovení důvěry požádal s tím, že v případě, že ji nedostane, odstoupí ze své premiérské funkce. Stanislav Gross se na zasedání omluvil občanům za to, že „dopustil to, co vzniklo, to jest pro veřejnost dnes již naprosto nesrozumitelnou směsici faktů, polopravd, ale také vyložených lží, které jsou mistrně předkládány tak, aby mě maximálně zpochybnily“. Narážel tím na kauzu s nejasným financováním svého bytu a podnikání své manželky.
- V letošních českých filmových cenách Český lev se nejúspěšnějším snímkem stalo Horem pádem režiséra Jana Hřebejka, které obdrželo celkem pět ocenění (nejlepší film, režie, scénář, herečka v hlavní roli (Emília Vášáryová) a nejlepší plakát). Cenu za nejlepší mužský herecký výkon v hlavní roli získal Jaša Kulťasov za výkon ve filmu Král zlodějů.

6. března – neděle
- Pro vládní KDU-ČSL ani opoziční ODS není omluva Stanislava Grosse dostatečná, jak v televizi uvedli člen předsednictva KDU-ČSL Adolf Jílek a místopředseda ODS Ivan Langer.
- Italská novinářka Giuliana Sgrenová obvinila americké vojáky, že na její vůz stříleli úmyslně. Únosci ji prý varovali, že někteří Američané „nemají zájem na tom, aby se vrátila domů“.
- V parlamentních volbách v Moldavsku zvítězila vládnoucí prozápadně orientovaná komunistická strana. Se ziskem 46 % ztratila proti minulým volbám ve prospěch bloku Demokratické Moldavsko a Křesťanskodemokratické lidové strany.
- Ve věku 98 let zemřel německo-americký fyzik Hans Bethe, nositel  Nobelovy ceny za rok 1967, kterou získal za vysvětlení termonukleárních procesů ve hvězdách.
- Velkou cenu Austrálie vyhrál Giancarlo Fisichella na voze Renault.

7. března – pondělí
- Rada Evropské unie schválila kontroverzní směrnici o softwarových patentech. Směrnici nyní putuje do Evropského parlamentu k projednání ve druhém čtení. Proti návrhu směrnice hlasovalo Španělsko, hlasování se zdržely Belgie, Rakousko a Itálie.
- Při útocích povstalců na vládní síly v iráckém městě Bakubě bylo zabito nejméně 33 osob, z toho zhruba polovina civilistů.
- Bulharský ministr obrany Nikolaj Svinarov nepřímo obvinil okupační síly USA v Iráku, že 4. března zastřelili bulharského vojáka. Podle Svinarova vojáka zřejmě zabila palba „spřátelené armády“. Na okupaci Iráku se podílí 450 bulharských vojáků pod polským velením.
- Hlavní žalobkyně Mezinárodního trestního tribunálu pro bývalou Jugoslávii (ICTY) Carla Del Ponteová obvinila Srbsko, že by mohlo během snadno zatknout bývalého velitele bosenskosrbských sil generála Ratko Mladiče, že mu k tomu však chybí politická vůle. Srbská vláda taková obvinění již několikrát odmítla. Ponteová rovněž uvedla, že Chorvatsko musí zatknout a vydat tribunálu generála Anteho Gotovinu, kterého řada Chorvatů považuje za národního hrdinu. Gotovina velel chorvatské ofenzívě, které zlikvidovala tzv. Republiku srbskou na území Chorvatska a tamní obyvatele srbské národnosti vyhnala z Chorvatska.

8. března – úterý
- Italský ministr zahraničí Gianfranco Fini požaduje, aby USA „identifikovaly a potrestaly“ osoby zodpovědné za střelbu na vůz s osvobozenou italskou novinářkou Guilanou Sgrenovou. Fini odmítl podezření Sgrenové, že se cílem americké palby stala záměrně, nesouhlasí však ani s americkým tvrzením, že vůz s italskými špióny a Sgrenovou jel příliš rychle.
- Premiér srbské provincie Kosovo Ramuš Haradinaj podal demisi poté, co byl u Mezinárodního trestního tribunálu pro bývalou Jugoslávii (ICTY) v Haagu obžalován z válečných zločinů. Haradinaj byl v letech 1998–1999 velitelem Kosovské osvobozenecké armády, která bojovala za odtržení provincie od Srbska. Haradinaj má 9. března odletět do Haagu a vydat se tribunálu.
- Ruské zvláštní jednotky v Čečensku zabili vůdce čečenských separatistů Aslana Maschadova.
- V Bejrútu proběhla statisícová manifestace na podporu pokračování přítomnosti syrských vojsk v Libanonu (podle organizátorů demonstroval jeden milión lidí). Demonstrace, kterou svolalo radikální islámské hnutí Hizballáh, se konala současně s menší demonstrací odpůrců syrské přítomnosti v zemi.

9. března – středa
- Syn zabitého vůdce čečenských separatistů Aslana Maschadova, Anzor Maschadov, přísahal, že „bude pokračovat v otcově práci“. Možnými kandidáty na vedoucí postavení mezi povstalci jsou však i polní velitelé Šamil Basajev a Doku Umarov. Ti, na rozdíl od zabitého Maschadova, odmítají mírové rozhovory s Ruskem.
- Bývalý kosovský premiér Ramuš Haradinaj odletěl do Haagu, kde byl zatčen a dán do vazby ve věznici Mezinárodního trestního soudu pro bývalou Jugoslávii. Spolu s ním do Haagu odcestoval bývalý polní velitel Kosovské osvobozenecké armády (UÇK) Lah Brahimaj, jenž byl rovněž umístěn ve vazbě ve stejném zařízení. Oba jsou u mezinárodního soudu obvinění z válečných zločinů, jichž se měli dopustit během bojů za odtržení Kosova od Srbska v letech 1998 a 1999.
- V Bosně a Hercegovině zahájil činnost soud pro válečné zločiny, který má soudit válečné zločiny spáchané během občanské války v Bosně a Hercegovině.
- V Iráku bylo při různých útocích zabito několik osob, mezi nimi i ředitel jedné bagdádské nemocnice, a zraněny desítky dalších včetně asi 30 amerických tzv. dodavatelů, kteří pracují pro americké okupační síly. V západním Iráku byla nalezena těla dvaceti zastřelených příslušníků vládních ozbrojených formací oblečených v civilních šatech.
- Český prezident Václav Klaus se ve Washingtonu krátce sešel s americkým prezidentem Georgem Bushem.
- Ve filipínském městě Mabini zemřelo 25 dětí na otravu z jídla. Ve školní jídelně dostaly koláčky z filipínské speciality, slazené cassavy. Pak si většina ze 476 žáků stěžovala na bolesti břicha a křeče. Je pravděpodobné, že otravu způsobil kyanid, který se v málo uvařené cassavě nachází.

10. března – čtvrtek
- Bývalý premiér srbské provincie Kosovo Ramuš Haradinaj byl žalobcem Mezinárodního trestního tribunálu pro bývalou Jugoslávii (ICTY) v Haagu formálně obviněn z 37 válečných zločinů a zločinů proti lidskosti. Měl je spáchat v době, kdy působil jako velitel jednotek albánských separatistů z Kosovské osvobozenecké armády.
- Atentátník, který se odpálil v šíitské mešitě v iráckém městě Mosulu, zabil nejméně 47 lidí.
- Libanonský prezident Emil Lahúd pověřil sestavením nové vlády Omara Karámího, který byl předsedou dosavadní vlády, jež podala 28. února demisi. Prosyrský politik Karámí vyzval k účasti na nové vládě i opozici, ta to však odmítla.
- Nejvyšší soud v Brně zcela zprostil viny Michala Zítka, který v roce 2000 vydal český překlad knihy Adolfa Hitlera Mein Kampf (Můj boj). Zítko byl obviněn z podpory a propagace hnutí potlačujících lidská práva a odsouzen soudy nižšího stupně, Nejvyšší soud však konstatoval, že obžalovaný neměl v úmyslu taková hnutí propagovat.
- Novým vůdcem čečenských separatistů se po zabitém Aslanu Maschadovovi stal mezinárodně málo známý Abdul Chalim Sajdullajev.
- V Čečensku se zřítil vrtulník ruské armády. Při havárii, ke které podle ruských představitelů patrně došlo kvůli technické závadě, zahynulo 15 vojáků a jeden byl zraněn.
- Michaelu Jacksonovi vážně hrozilo zatčení. Nedostavil se k soudnímu jednání ve kterém byl obviněn ze zneužívání dětí. Jako omluvu jeho právníci uvedli problémy se zády, které si vyžádali vyšetření v nemocnici. Soudce mu poté dal hodinu k dobru a Jackson se dostavil až po této lhůtě.

11. března – pátek
- Britský parlament po třicetihodinové debatě schválil kontroverzní vládní návrh tzv. protiteroristického zákona. Zákon prošel až poté, co vláda přistoupila na přesun některých kompetencí od ministra vnitra k soudcům a přislíbila, že během jednoho roku se parlament bude moci k zákonu znovu vrátit.

12. března – sobota
- Ukrajinské ministerstvo obrany oznámilo, že prvních 150 ukrajinských vojáků opustilo Irák. Začalo tím stahování celého ukrajinského kontingentu o síle 1650 mužů.
- Podle italského listu La Repubblica italští agenti neinformovali americkou armádu v Iráku o akci na osvobození unesené italské novinářky Giuliany Sgrenové. Důvodem měla být obava Italů z toho, že USA operaci překazí, protože odmítají politiku vyplácení za propuštění rukojmích výkupné, což Itálie údajně v tomto případě učinila.

13. března – neděle
- Papež Jan Pavel II. se vrátil do Vatikánu po více než dvou týdnech pobytu v nemocnici kvůli dýchacím potížím.
- V druhém kole parlamentních voleb v Kyrgyzstánu podle oficiálních výsledků zvítězili kandidáti podporující dosavadního prezidenta Askara Akajeva. Pozorovatelé Organizace pro bezpečnost a spolupráci v Evropě uvedli, že ačkoli druhé kolo voleb znamenalo určité zlepšení oproti prvnímu kolu z 27. února, přesto volby nevyhověly mezinárodním standardům. Naproti pozorovatelé ze Společenství nezávislých států označily volby za dobře zorganizované, svobodné a spravedlivé.

14. března – pondělí
- V Čínské lidové republice byl přijat zákon opravňující vojenský zásah v případě vyhlášení samostatnosti Tchaj-wanu.
- V Bejrútu proběhla téměř milionová demonstrace svolaná protisyrskou opozicí. Demonstranti požadovali vyšetření zabití bývalého libanonského premiéra Rafíka Harírího, k němuž došlo 14. února. Demonstrace počtem účastníků zřejmě překonala velkou demonstraci z 8. března, kterou svolali stoupenci syrské angažovanosti v Libanonu.
- Ve filipínské věznici Bagong Diwa se vězni pokusili o útěk a přitom zajali rukojmí; při tom zemřeli nejméně čtyři strážní a jeden vězeň.
- Makedonské ministerstvo zahraničí oznámilo, že obdrželo žalobu Mezinárodního trestního tribunálu pro bývalou Jugoslávii (ICTY) na bývalého makedonského ministra vnitra Ljubeho Boškovského. Boškovský, který od 31. srpna 2004 dlí ve vyšetřovací vazbě v Chorvatsku, je tribunálem obviněn z toho, že v roce 2002 nařídil zabití šesti Pákistánců a jednoho Inda. Zabité imigranty pak vydával za islámské teroristy. V souvislosti s tímto činem je již stíhán v Makedonii i v Chorvatsku.
- Bývalý premiér srbské provincie Kosovo Ramuš Haradinaj sdělil Mezinárodnímu trestnímu tribunálu pro bývalou Jugoslávii (ICTY) v Haagu, že se cítí nevinen ve smyslu obžaloby. Ta ho viní z válečných zločinů během bojů za odtržení provincie od Srbska.
- Nový vůdce čečenských povstalců Abdul Chalim Sajdullajev přislíbil, že jím vedení separatisté nebudou útočit na civilisty. Jinak však v boji za odtržení Čečenska od Ruské federace hodlají používat všech metod „přijatelných pro Boha“.

15. března – úterý
- V Prištině, hlavním městě srbské provincie Kosovo došlo k pokusu o atentát na kosovského prezidenta Ibrahima Rugovu. Nálož ukrytá v popelnici vybuchla při průjezdu prezidentova auta a zranila jednu osobu.
- Českého mobilního operátora Oskar Mobil koupila britská společnost Vodafone.
- Vzpouru ve filipínské věznici Bagong Diwa ukončila policie útokem, v průběhu bojů zemřelo 26 osob, šest policistů bylo zraněno.
- Italský parlament schválil prodloužení mise italských vojáků podílejících se na Spojenými státy vedené okupaci Iráku o šest měsíců. Předseda italské vlády Silvio Berlusconi současné oznámil, že Itálie začne své vojáky stahovat v září 2005.
- Gavina Arvizo, patnáctiletý chlapec, korunní svědek v soudu s Michaelem Jacksonem, se přiznal svému učiteli, že ho Jackson nikdy neobtěžoval ani sexuálně nezneužil.
- Na Labské boudě v Krkonoších bylo naměřeno 335 cm sněhu, což je nejvyšší dosud naměřená sněhová pokrývka v ČR. Labská bouda ovšem měří sníh jen od roku 1961, takže zde chybí záznamy ze zim bohatých na sníh v předchozích letech. (Tehdy měřily jen níže položené meteorologické stanice.)

16. března – středa
- V Praze vykolejená tramvaj zabila dva lidi čekající na zastávce. Podle předběžných výsledků šetření zřejmě nehodu způsobil řidič, který jel příliš rychle.
- Ruská tajná služba oznámila, že osobám, které jí prozrazením místa pobytu čečenského vůdce Maschadova umožnili ho zabít, vyplatí odměnu 10 miliónů dolarů.
- Na severu Ruska havaroval letoun Antonov An-24, při havárii zahynulo 28 lidí.
- V Bagdádu se poprvé sešli poslanci iráckého „Přechodného národního shromáždění“, zvoleného ve volbách 30. ledna. Parlament zasedá v tzv. Zelené zóně, okupačními silami silně opevněné a střežené části Bagdádu. Protivládní povstalci na tuto oblast krátce před začátkem jednání parlamentu vypálili několik minometných střel.
- Při útoku sebevražedného útočníka byli v městě Bákubá 60 km severně od Bagdádu zabiti nejméně tři vládní vojáci a několik dalších osob bylo zraněno.
- Mezinárodní nevládní organizace Transparency International zveřejnila ročenku o korupci ve světě. Podle tohoto dokumentu se rekonstrukce Iráku po dobytí země Spojenými státy může stát největším korupčním skandálem dějin. K tomu může přispět skandál ohledně programu OSN „Ropa za potraviny“, neprůhledné přidělování amerických vládních zakázek a plány na rychlou privatizaci iráckého průmyslu prosazované Mezinárodním měnovým fondem a věřitelskými státy.
- Tisková agentura Associated Press informovala, že v americkém zajetí v Iráku a Afghánistánu zemřelo nejméně 108 osob. Statistiku agentura sestavila kompilací údajů poskytnutých jednotlivými složkami amerických ozbrojených sil a oficiálními činiteli. Americká vláda celkový počet zemřelých v jejím zajetí nikdy nezveřejnila. Americké ministerstvo obrany výpočet Associated Press nezpochybnilo, ale poukazuje na to, že statistika zahrnuje všechny příčiny úmrtí včetně přirozených a například také obětí útoků povstalců na americké věznice v Iráku.
- Ministři zahraničí Evropské unie rozhodli o odložení začátku rozhovorů s Chorvatskem o vstupu této země do EU. Důvodem je podle EU nedostatečná spolupráce Chorvatska s Mezinárodním trestním tribunálem pro bývalou Jugoslávii (ICTY). Původně měly rozhovory začít 17. dubna; žádné datum začátku rozhovorů nebylo stanoveno.
- Palestinské bezpečnostní síly převzaly od izraelské armády kontrolu nad městem Jericho na Izraelem okupovaném Západním břehu Jordánu.

17. března – čtvrtek
- Předseda KDU-ČSL Miroslav Kalousek se rozhodl rezignovat na pozici předsedy rozpočtového výboru Poslanecké sněmovny, kvůli tlaku médií ohledně nejasností s financováním bytu jeho manželky.
- Na aukci v Paříži získala česká Národní knihovna cenný fragment latinského překladu Dalimilovy kroniky za 300 000 eur. Zakoupený fragment je podle odborníků nejvzácnějším bohemikem, jaké se na trhu objevilo v posledních nejméně osmdesáti letech.
- Třináct palestinských organizací včetně vládního Fatahu a radikálních skupin Hamás a Islámský džihád uzavřelo na rozhovorech v Káhiře dohodu o zastavení útoků na izraelské cíle, pokud Izrael ukončí své vojenské akce proti nim a propustí všechny vězněné Palestince.
- Americký prezident George Bush nominoval na post šéfa Světové banky Paula Wolfowitze, dosavadního náměstka na ministerstvu obrany USA. Nominace Wolfowitze, považovaného za architekta amerického útoku na Irák kvůli údajnému iráckému vlastnictví zbraní hromadného ničení, se setkala s odmítavou reakcí nevládních organizací zabývajících se rozvojovou pomocí a chladným přijetím ze strany několika západoevropských zemí.
- Během návštěvy americké ministryně zahraničí Condoleezzy Riceové v Kábulu oznámil afghánský prezident Hámid Karzaj, že parlamentní volby se v zemi uskuteční v září 2005. Během pobytu Riceové vybuchly v jiném afghánském městě, Kandaháru, dvě bomby, které zabily pět lidí.

18. března – pátek
- Slovenský Ústav paměti národa zveřejnil informaci, že československá Státní bezpečnost evidovala jako agenta generálního biskupa slovenské evangelické církve Júliuse Fila.
- Skupina armádních pyrotechniků odletěla do afghánského Kábulu vystřídat kolegy, kteří tam působili od září.
- Oteplení a déšť zvedly na mnoha místech České republiky hladiny vodních toků.

19. března – sobota
- Předseda KDU-ČSL Miroslav Kalousek sdělil po jednání celostátní konference své strany, že lidovci trvají na odchodu Stanislava Grosse z funkce předsedy vlády. Pokud na to ČSSD nepřistoupí, budou lidovci podle Kalouska jednat s partnery ve vládní koalici o vyvolání předčasných voleb. Pokud ani v tom neuspějí, svolají další celostátní konferenci a poradí se, co dál.
- Při příležitosti 2. výročí Spojenými státy vedeného útoku na Irák proběhly ve světě mnohatisícové demonstrace. Demonstranti v Japonsku a Austrálii požadovali ukončení vojenské angažovanosti svých zemí v Iráku. V Evropě byla jedna z největších demonstrací v Londýně, kde se odhady účasti pohybují od 45 do 100 tisíc lidí. Několik tisíc lidí protestovalo i v USA. Americký prezident George W. Bush invazi do Iráku obhajoval v rozhlasovém projevu; podle něj „odzbrojila brutální režim, osvobodila irácký lid a bránila svět“.
- Desítky tisíc odborářů ze všech zemí Evropské unie protestovaly v Bruselu proti Evropskou komisí navrhované směrnici o liberalizaci poskytování služeb v rámci EU. Podle směrnice by se firmy nabízející své služby v jiné zemi mohly řídit zákony své domovské země a nikoli země, kde působí. To vyvolává obavy odborářů ze sociálního dumpingu.
- Při výbuchu bomby v mešitě v jižním Pákistánu zemřelo přes 30 lidí a mnoho dalších bylo zraněno. K zodpovědnosti za útok se nikdo nepřihlásil.
- Při výbuchu bomby odpálené pravděpodobně sebevražedným útočníkem u divadla v Kataru zemřel jeden britský občan a 12 dalších lidí bylo zraněno.

20. března – neděle
- Jordánský vojenský soud odsoudil Abú Musab az-Zarkávího, který v Iráku vede skupinu hlásící se k sítí al-Káida, k 15 letům vězení. Trest mu byl uložen v nepřítomnosti za údajné plánování útoku na jordánské velvyslanectví v Bagdádu a na americké cíle.
- Při demonstracích tisíců stoupenců opozice v několika městech Kyrgyzstánu došlo ke střetům s policií, které si zřejmě vyžádaly přes deset obětí. Opozice protestuje proti výsledkům parlamentních voleb z 13. března, v nichž podle oficiálních výsledků zvítězili kandidáti podporující dosavadního prezidenta Askara Akajeva.
- Při dosud nejvážnějším incidentu od nedávného vyhlášení izraelsko-palestinského příměří byli nedaleko palestinského města Rámaláh na Západním břehu Jordánu zraněni 3 izraelští vojáci a jeden policista. Neznámí ozbrojenci na ně zahájili střelbu, když pátrali po ukradených vozidlech. Při jiném incidentu okupační síly postřelili Palestince, který se údajně snažil ukrást zbraň izraelskému vojákovi na kontrolním stanovišti.
- Americký týdeník Time zveřejnil na své internetové stránce rozhovor s českým prezidentem Václavem Klausem. Klaus v něm mj. kritizuje rozpuštění irácké armády a policie po dobytí Iráku armádou USA a zpochybňuje tezi o násilném vnucení demokracie jiným státům.

21. března – pondělí
- Izraelská vláda oznámila, že plánuje postavit 3500 nových domů v židovské osadě Maale Adumim na Izraelem okupovaném Západním břehu Jordánu. Palestinský vyjednavač Saeb Erekát to označil za sabotáž mírového procesu. Usazování vlastního obyvatelstva na okupovaném území je podle mezinárodního práva válečný zločin.
- Generální tajemník OSN Kofi Annan navrhl rozsáhlou reformu OSN, zahrnující mj. rozšíření počtu členů Rady bezpečnosti na 24, zavedení nových pravidel pro schvalování vojenských akcí, vytvoření Rady pro lidská práva a lepší koordinaci aktivit OSN v oblasti životního prostředí a rozvojové pomoci.
- Kyrgyzský prezident Askar Akajev označil demonstrace opozice proti výsledkům voleb za puč, který organizuje drogová mafie.
- Jan Rejžek se dle ústavního soudu nemusí omluvit Heleně Vondráčkové za své tvrzení (říjen 2000), že „za svůj polistopadový návrat vděčí mafiánům, kteří ji za minulého režimu tlačili do médií.“
- Generální ředitel britské rozhlasové a televizní společnosti BBC Mark Thompson oficiálně oznámil záměr rozsáhlého propouštění zaměstnanců pracujících na zpravodajství a tvorbě programů. Během tří let má být propuštěno 2050 těchto pracovníků; celkem má BBC do tří let opustit 3780 lidí. Thompsonův záměr se setkal s ostrou kritikou ze strany odborů a britského Národního svazu novinářů.

22. března – úterý
- Ministři financí Evropské unie vyjádřili znepokojení nad možným nástupem Paula Wolfowitze do čela Světové banky. Představitelé EU si přejí s Wolfowitzem hovořit o jeho plánech v nové funkci předtím, než budou souhlasit s jeho jmenováním.
- Světovým dnem vody začala mezinárodní dekáda akcí pod názvem „Voda pro život“ vyhlášená OSN. Jejím cílem je do roku 2015 snížit na polovinu počet osob, které nemají přístup k pitné vodě.
- Vláda bosenské Republiky srbské zahájila kampaň, v níž vyzývá občany k udávání osob podezřelých z válečných zločinů, které hledá Mezinárodní trestní tribunál pro bývalou Jugoslávii (ICTY).

23. března – středa
- Hlavy členských států EU se na summitu v Bruselu dohodli na přepracování směrnice o liberalizaci poskytování služeb v rámci Evropské unie. Proti návrhu proběhly před summitem velké demonstrace odborářů z celé EU. Politici se také dohodli na některých opatření, která mají přinést hospodářské oživení, a rozhodli se dát Chorvatsku další šanci na zahájení jednání o vstupu do Evropské unie. Chorvati však budou muset prokázat, že vyvíjejí dostatečné úsilí na dopadení generála Anteho Gotoviny, který je u Mezinárodního soudu pro bývalou Jugoslávii v Haagu obžalován z válečných zločinů, mnoho Chorvatů ho však považuje za národního hrdinu.
- Členské státy Ligy arabských států na summitu v Alžíru zopakovaly nabídku Izraeli na mír a normalizaci vzájemných vztahů, pokud se židovský stát stáhne ze všech okupovaných území a umožní návrat palestinských uprchlíků do Izraele. Izrael tuto nabídku odmítl a za málo kompromisní ji považují i některé arabské státy.
- Z Iráku přišly protichůdné zprávy o bitvě mezi protivládními povstalci a vládními a americkými jednotkami. Podle vládní verze bylo při útoku na výcvikový tábor povstalců na břehu jezera poblíž Tikrítu zabito 84 povstalců a 7 vládních vojáků. Zpravodaj agentury AFP z místa hlásí, že v táboře po údajné bitvě pobývá asi 30 až 40 protivládních bojovníků, kteří tvrdí, že tábor nikdy nebyl dobyt, pouze při americkém bombardování zahynulo 11 povstalců.
- Bulharské ministerstvo obrany chce do konce roku 2005 stáhnout z Iráku všech 462 vojáků, kteří nyní působí v polském okupačním sektoru. Plán musí ještě schválit vláda; USA s ním nesouhlasí.
- Při výbuchu v rafinérii firmy British Petroleum v Texasu zahynulo nejméně 14 lidí a přes 100 bylo zraněno. Zničena při tom byla část třetí největší rafinérie v USA; příčina exploze dosud není známa.
- V obchodním středisku v libanonském městě Kaslik vybuchla krátce po půlnoci bomba a zabila dva lidi. Tři další byli zraněni. Kaslik je obýván převážně křesťany. V posledních dnech je to druhý výbuch v křesťanské oblasti a první, který si vyžádal oběti na životech.

24. března – čtvrtek
- Protivládní demonstranti v hlavním městě Kyrgyzstánu Biškeku obsadili vládní budovy a svrhli vládu prezidenta Askara Akajeva. Útoku předcházely násilné střety mezi stoupenci prezidenta a opozicí, která požadovala anulování nedávných voleb, ve kterých podle oficiálních výsledků utrpěla drtivou porážku. Podle agentury Interfax prezident s rodinou odletěl vrtulníkem do severního Kazachstánu. Dosavadní předseda vlády Nikolaj Tanajev podle opozice demisi. Z vězení byl propuštěn vůdce opozice Felix Kulov, odsouzený v roce 2001 za krádež a zneužívaní moci; podle jeho přívrženců jsou tato obvinění nepravdivá.
- Novým předsedou Akademie věd České republiky byl zvolen ředitel Ústavu molekulární genetiky Václav Pačes. Akademický sněm ho zvolil 114 hlasy, jeho protikandidát, dosavadní místopředseda Akademie věd Vladimír Nekvasil získal 91 hlasů. Pačes vystřídá ve funkci Helenu Illnerovou, která již nekandidovala.
- Chorvatsko vydalo Mezinárodnímu trestnímu tribunálu pro bývalou Jugoslávii (ICTY) v Haagu bývalého makedonského ministra vnitra Ljubeho Boškovského. Boškovský podle obžaloby nařídil zabití sedmi lidí v roce 2002. Zabité pak vydával za islámské teroristy.

25. března – pátek
- V Brně začal 22. sjezd ČSSD, který bude mj. volit nového předsedu strany. Hlavními kandidáty jsou ministr práce a sociálních věcí Zdeněk Škromach a dosavadní předseda strany a vlády Stanislav Gross, který čelí kritice v souvislosti s nejasným financováním svého bytu a podnikáním své manželky. Na sjezdu promluvil na žádost delegátů čestný předseda ČSSD Miloš Zeman, který vyzval stranu k návratu k levicovému programu.
- Okresní státní zástupce v Ostravě Josef Bláha zrušil trestní stíhání Jana Večerka a Marka Dalíka, které poslanec Unie svobody Zdeněk Kořistka obvinil z nabízení úplatku za hlasování proti vládě.
- Rada bezpečnosti OSN schválila vyslání více než 10 000 vojáků OSN do jižního Súdánu v rámci mise UNMIS. Mají monitorovat plnění mírové dohody mezi súdánskými povstalci a vládou.

26. března – sobota
- Předsedou ČSSD zůstává Stanislav Gross, který v tajném hlasování 600 delegátů stranického sjezdu porazil svého vyzyvatele Zdeňka Škromacha poměrem hlasů 291 : 203. Škromach následně neuspěl ani ve volbě statutárního místopředsedy ČSSD, kterým se stal ministr financí Bohuslav Sobotka. Škromach poté oznámil, že nebude kandidovat na žádnou další funkci ve straně a zváží své setrvání ve vládě. V reakci na neúspěch levicového křídla ČSSD ve volbách do předsednictva vznikla na sjezdu „Frakce sociálně demokratické levice“.
- V Afghánistánu zahynuli 4 američtí vojáci, když jejich vůz najel na minu. Není jasné, zda byla mina na vozidlo nastražena úmyslně, či zda šlo o minu zbylou z minulých afghánských válek.

27. března – neděle
- Ministr zemědělství Jaroslav Palas, který se na sjezdu ČSSD v Brně připojil ke kritikům Stanislava Grosse, oznámil, že pokud neúspěšný Grossův vyzyvatel Zdeněk Škromach opustí vládu, odejde s ním.
- Volební komise v Kyrgyzstánu označila nedávné parlamentní volby za platné. V zemi tak zasedají dva parlamenty – starý, jehož legitimitu podporuje Nejvyšší soud a opozicí jmenovaný prezident Kurmanbek Bakijev, a nový, který má podporu volební komise a druhého opozičního vůdce Felixe Kulova. Rusko mezitím oznámilo, že udělilo politický azyl svrženému prezidentovi Askaru Akajevovi. Ten trvá na tom, že legitimní hlavou Kyrgyzstánu zůstává on.

28. března – pondělí
- U pobřeží indonéského ostrova Sumatra došlo k zemětřesení o síle 8,2 stupně. Epicentrum zemětřesení leželo asi 200 km západně od pobřeží Sumatry. Obavy seismologů ze vzniku vlny tsunami se nepotvrdily, zemětřesení si však v Indonésii vyžádalo asi 900 životů.
- Nově zvolený kyrgyzský parlament podpořil opozičního vůdce Kurmanbeka Bakijeva ve funkci předsedy vlády. Bakijev naopak podpořil legitimitu nově zvoleného parlamentu; protesty proti výsledkům voleb, z nichž vzešel, přitom vedly ke svržení dosavadního vedení země v čele s prezidentem Askarem Akajevem.

29. března – úterý
- V Iráku byli uneseni tři rumunští novináři: reportérka televize Prima Maria-Jeanne Ionová, kameraman téže televize Sorin Mişcoci a reportér deníku Romania Libera Eduard Ovidiu Ohanesian.
- Izraelský parlament schválil návrh státního rozpočtu na rok 2005. Rozpočet počítá s rušením izraelských osad v okupovaném Pásmu Gazy.
- Soud v čečenském hlavním městě Grozném odsoudil příslušníka sil ruského ministerstva vnitra Sergeje Lapina za zbití civilisty a zneužití pravomoci k 11 letům vězení. Dotyčný civilista byl zatčen v lednu 2001 a od té doby je nezvěstný.
- Rada bezpečnosti OSN schválila sankce proti těm osobám, které poruší příměří v oblasti Dárfúr v západním Súdánu. Súdánská vláda dále nesmí provádět vojenské lety nad touto oblastí a vysílání vojenského materiálu do oblasti je přípustné jen s předchozím souhlasem Rady bezpečnosti.

30. března – středa
- Celostátní konference KDU-ČSL doporučila ministrům za tuto stranu, aby podali demisi. Lidovečtí poslanci pak mají 2. dubna hlasovat spolu s ODS pro vyslovení nedůvěry vládě. Vládu opustí ministr zahraničí Cyril Svoboda, ministr dopravy Milan Šimonovský a ministr životního prostředí Libor Ambrozek.
- Předseda Unie svobody a ministr spravedlnosti Pavel Němec oznámil, že poslanci US-DEU budou hlasovat proti návrhu na vyslovení nedůvěry vládě. Odchod KDU-ČSL z vládní koalice označil za důkaz nespolehlivosti lidovců a nehodlá být „nástrojem v rukou pana Kalouska“.
- Poslanecký klub ČSSD vyzval poslanecké kluby KSČM, US-DEU a KDU-ČSL, aby nepodpořily vyslovení nedůvěry vládě, které navrhla ODS.
- Na 17 tisíc zaměstnanců automobilky Škoda Auto podpořilo výstražnou stávku za vyšší růst mezd. Odbory požadují zvýšení mezd o deset procent, vedení firmy je ochotno je zvýšit jen o inflaci.
- Dokument, který Americká unie pro ochranu občanských svobod (ACLU) získala právní cestou od amerických úřadů, dokazuje, že mučení iráckých vězňů schválil bývalý nejvyšší velitel amerických okupačních sil Ricardo Sanchez. Podle dokumentu ze 14. září 2003, podepsaného Sanchezem, mohlo být vůči vězňům používáno zacházení jako je například narušování režimu spánku, pouštění hlasité hudby, umisťování do bolestivých pozic a zastrašování pomocí psů. Podle právníka ACLU znamená takové zacházení porušení Ženevských konvencí a Sanchez by měl být volán k zodpovědnosti. Podle Sancheze vyžadovalo použití těchto postupů zvláštní povolení, které on údajně nikdy neudělil. Některé z těchto postupů byly o měsíc později zrušeny na radu právníků americké armády.

31. března – čtvrtek
- Český premiér Stanislav Gross předal prezidentu Václavu Klausovi demise tří ministrů za KDU-ČSL. Gross prezidenta informoval, že hodlá navrhnout vyslance ČR u Evropské unie Jana Kohouta do funkce ministra zahraničí, dosavadního ředitele Státního fondu dopravní infrastruktury Pavla Švagra do funkce ministra dopravy a poslance za ČSSD Radko Martínka do funkce ministra životního prostředí.
- V parlamentních volbách v Zimbabwe zvítězila strana prezidenta Roberta Mugabeho ZANU-PF, která získala dvoutřetinovou většinu v parlamentu; to jí umožňuje měnit ústavu. Podle opozice byly volby neregulérní a stejný názor zastává i USA či EU. Naopak pozorovatelé ze zemí jižní Afriky označili volby za transparentní, i když poukázali na nedostatečný přístup opozice ke sdělovacím prostředkům. Pozorovatelé Africké unie zaujali mírně kritický postoj.
- Podle šéfa ukrajinské bezpečnostní služby Oleksandra Turčinova byla smrt bývalého ukrajinského ministra vnitra Jurije Kravčenka skutečně sebevraždou. Po Kravčenkově smrti, ke které došlo 2. března, se objevily spekulace, že mohlo jít o vraždu.
- Při útocích sebevražedných útočníků na stanoviště iráckých vládních ozbrojených sil a na šíitskou mešitu zahynulo nejméně 14 osob, mezi nimi pět civilistů včetně pětiletého dítěte.
- Podle zprávy zvláštního zpravodaje Komise OSN pro lidská práva, která byla této komisi dnes předložena, porušovaly okupační síly v Iráku ženevské konvence o ochraně civilistů během války. Podle Jeana Zieglere při obléhání odbojného města Fallúdža okupanti úmyslně ničili vodní nádrže a bránili zásobování civilního obyvatelstva potravinami. Ziegler také poukázal na to, že počet hladovějících dětí v Iráku vzrostl od pádu vlády Saddáma Husajna ze 4 % na 7,7 %.